# Danh sách cầu thủ tham dự Giải vô địch bóng đá nữ châu Âu 1997
Dưới đây là danh sách các cầu thủ tham dự Giải vô địch bóng đá nữ châu Âu 1997.

## Bảng A

### Pháp
Huấn luyện viên:  Aimé Mignot

| Số | VT | Cầu thủ                  | Ngày sinh (tuổi)            | Trận | Bàn | Câu lạc bộ             |
| -- | -- | ------------------------ | --------------------------- | ---- | --- | ---------------------- |
| 1  | TM | Sandrine Roux (c)        | 22 tháng 12, 1966 (30 tuổi) |      |     | VGA Saint-Maur         |
| 2  | HV | Hélène Hillion Guillemin | 2 tháng 1, 1969 (28 tuổi)   |      |     | FCF Juvisy             |
| 3  | HV | Laëtitia Gravier         | 3 tháng 7, 1978 (18 tuổi)   |      |     | FC Vendenheim          |
| 4  | HV | Cécile Locatelli         | 12 tháng 11, 1970 (26 tuổi) |      |     | Lyon                   |
| 5  | HV | Corinne Diacre           | 4 tháng 8, 1974 (22 tuổi)   |      |     | ASJ Soyaux             |
| 6  | TV | Elodie Woock             | 13 tháng 1, 1976 (21 tuổi)  |      |     | Toulouse FC            |
| 7  | TĐ | Candie Herbert           | 4 tháng 6, 1977 (20 tuổi)   |      |     | USO Bruay-la-Buissière |
| 8  | TV | Jocelyne Gout            | 10 tháng 3, 1968 (29 tuổi)  |      |     | Lyon                   |
| 9  | TĐ | Anne Zenoni              | 26 tháng 3, 1971 (26 tuổi)  |      |     | Toulouse FC            |
| 10 | HV | Sandrine Ringler         | 10 tháng 9, 1973 (23 tuổi)  |      |     | FC Vendenheim          |
| 11 | TĐ | Marinette Pichon         | 26 tháng 11, 1975 (21 tuổi) |      |     | Saint-Memmie Olympique |
| 12 | TV | Aude Banasiak            | 8 tháng 10, 1975 (21 tuổi)  |      |     | Saint-Memmie Olympique |
| 13 | HV | Elodie Jacq              | 29 tháng 6, 1975 (22 tuổi)  |      |     | La Roche-sur-Yon       |
| 14 | TV | Sandrine Soubeyrand      | 16 tháng 8, 1973 (23 tuổi)  |      |     | SC Caluire             |
| 15 | TĐ | Angélique Roujas         | 15 tháng 9, 1974 (22 tuổi)  |      |     | La Roche-sur-Yon       |
| 16 | TM | Céline Marty             | 30 tháng 3, 1976 (21 tuổi)  |      |     | Toulouse FC            |
| 17 | TV | Stéphanie Mugneret-Béghé | 22 tháng 3, 1974 (23 tuổi)  |      |     | FCF Juvisy             |
| 18 | TĐ | Stéphanie Trognon        | 18 tháng 10, 1976 (20 tuổi) |      |     | ASPTT Strasbourg       |
| 19 | HV | Emmanuelle Sykora        | 21 tháng 2, 1976 (21 tuổi)  |      |     | Lyon                   |
| 20 | TM | Sandrine Capy            | 19 tháng 1, 1969 (28 tuổi)  |      |     | FCF Juvisy             |

### Nga
Huấn luyện viên:  Yuri Bystritsky

| Số | VT | Cầu thủ                 | Ngày sinh (tuổi)            | Trận | Bàn | Câu lạc bộ              |
| -- | -- | ----------------------- | --------------------------- | ---- | --- | ----------------------- |
| 1  | TM | Svetlana Petko          | 6 tháng 6, 1970 (27 tuổi)   |      |     | CSK VVS Samara          |
| 2  | HV | Alena Dmitrienko        |                             |      |     | FK Energiya Voronezh    |
| 3  | HV | Marina Burakova         | 8 tháng 5, 1968 (29 tuổi)   |      |     | FK Energiya Voronezh    |
| 4  | HV | Elena Denshik           |                             |      |     | FK Energiya Voronezh    |
| 5  | HV | Tatiana Cheverda        | 29 tháng 8, 1974 (22 tuổi)  |      |     | FK Energiya Voronezh    |
| 6  | TV | Galina Komarova         | 12 tháng 8, 1977 (19 tuổi)  |      |     | CSK VVS Samara          |
| 7  | TV | Tatiana Egorova         | 10 tháng 3, 1970 (27 tuổi)  |      |     | CSK VVS Samara          |
| 8  | TĐ | Irina Grigorieva (c)    | 21 tháng 1, 1972 (25 tuổi)  |      |     | CSK VVS Samara          |
| 9  | TV | Aleksandra Svetlitskaya | 20 tháng 8, 1970 (26 tuổi)  |      |     | CSK VVS Samara          |
| 10 | TĐ | Elena Kononova          | 17 tháng 8, 1969 (27 tuổi)  |      |     | CSK VVS Samara          |
| 11 | TĐ | Larisa Savina           | 25 tháng 11, 1970 (26 tuổi) |      |     | CSK VVS Samara          |
| 12 | TM | Larissa Kapitonova      | 4 tháng 5, 1970 (27 tuổi)   |      |     | Ryazan VDV              |
| 13 | HV | Natalia Kopkova         | 10 tháng 8, 1971 (25 tuổi)  |      |     | FK Chertanovo Moskva    |
| 14 | HV | Marina Dikareva         | 1 tháng 5, 1975 (22 tuổi)   |      |     | Sibiryachka Krasnoyarsk |
| 15 | TV | Elena Lissacheva        | 25 tháng 11, 1973 (23 tuổi) |      |     | FK Lada Togliatti       |
| 16 | TV | Valentina Barkova       | 17 tháng 3, 1971 (26 tuổi)  |      |     | Ryazan VDV              |
| 17 | TV | Natalia Barbashina      | 26 tháng 8, 1973 (23 tuổi)  |      |     | FK Energiya Voronezh    |
| 18 | HV | Elena Golovko           | 14 tháng 12, 1975 (21 tuổi) |      |     | CSK VVS Samara          |
| 19 |    | Svetlana Matveeva       |                             |      |     |                         |
| 20 | HV | Yulia Issaeva           | 30 tháng 6, 1977 (19 tuổi)  |      |     | Kaluzhanka Kaluga       |

### Tây Ban Nha
Huấn luyện viên:  Ignacio Quereda

| Số | VT | Cầu thủ            | Ngày sinh (tuổi)            | Trận | Bàn | Câu lạc bộ              |
| -- | -- | ------------------ | --------------------------- | ---- | --- | ----------------------- |
| 1  | TM | Roser Serra        | 30 tháng 8, 1971 (25 tuổi)  |      |     | FC Barcelona            |
| 2  | HV | Marina Nohalez     | 5 tháng 7, 1974 (22 tuổi)   |      |     | EFB Torrent             |
| 3  | HV | Judith Corominas   | 10 tháng 11, 1966 (30 tuổi) |      |     | FC Barcelona            |
| 4  | HV | Antonia Is         | 13 tháng 6, 1966 (31 tuổi)  |      |     | Tradehi CFF             |
| 5  | HV | Arantza del Puerto | 8 tháng 5, 1971 (26 tuổi)   |      |     | Añorga KKE              |
| 6  | TV | Beatriz García     | 23 tháng 4, 1970 (27 tuổi)  |      |     | Añorga KKE              |
| 7  | TV | Rosa Castillo      | 12 tháng 12, 1974 (22 tuổi) |      |     | CD Híspalis             |
| 8  | TV | Marisa Puñal       | 29 tháng 5, 1971 (26 tuổi)  |      |     | Parque Alcobendas CF    |
| 9  | TĐ | Mar Prieto         | 1 tháng 3, 1969 (28 tuổi)   |      |     | CD Oroquieta Villaverde |
| 10 | TV | Alicia Fuentes     | 27 tháng 5, 1978 (19 tuổi)  |      |     | Atlético Málaga         |
| 11 | TĐ | Yolanda Mateos     | 26 tháng 2, 1976 (21 tuổi)  |      |     | Eibartarrak FT          |
| 12 | HV | Maider Castillo    | 3 tháng 8, 1976 (20 tuổi)   |      |     | Eibartarrak FT          |
| 13 | TM | Elixabete Capa     | 20 tháng 3, 1978 (19 tuổi)  |      |     | Añorga KKE              |
| 14 | TV | Vanesa Gimbert     | 19 tháng 4, 1980 (17 tuổi)  |      |     | Mondelia CF             |
| 15 | TV | Isabel Parejo      | 22 tháng 3, 1969 (28 tuổi)  |      |     | Olbia CF                |
| 16 | TV | Palmira Chivite    | 4 tháng 4, 1971 (26 tuổi)   |      |     | Municipal de Corella    |
| 17 | HV | Silvia Zarza       | 30 tháng 4, 1977 (20 tuổi)  |      |     | ADFF Butarque           |
| 18 | TĐ | Auxi Jiménez       | 11 tháng 1, 1975 (22 tuổi)  |      |     | Atlético Málaga         |
| 19 | TĐ | Ángeles Parejo     | 22 tháng 3, 1969 (28 tuổi)  |      |     | Torres                  |
| 20 | TM | Arrate Guisasola   | 5 tháng 2, 1979 (18 tuổi)   |      |     | Eibartarrak FT          |

### Thụy Điển
Huấn luyện viên:  Marika Domanski-Lyfors

| Số | VT | Cầu thủ            | Ngày sinh (tuổi)            | Trận | Bàn | Câu lạc bộ      |
| -- | -- | ------------------ | --------------------------- | ---- | --- | --------------- |
| 12 | TM | Ulrika Karlsson    | 14 tháng 10, 1970 (26 tuổi) |      |     | Bälinge IF      |
| 1  | TM | Annelie Nilsson    | 14 tháng 6, 1971 (26 tuổi)  |      |     | Sunnanå SK      |
| 5  | HV | Kristin Bengtsson  | 12 tháng 1, 1970 (27 tuổi)  |      |     | Öxabäcks IF     |
| 17 | HV | Eva Larsson        | 27 tháng 2, 1973 (24 tuổi)  |      |     | Älvsjö AIK      |
| 4  | HV | Åsa Lönnqvist      | 14 tháng 4, 1970 (27 tuổi)  |      |     | Älvsjö AIK      |
| 3  | HV | Jane Törnqvist     | 9 tháng 5, 1975 (22 tuổi)   |      |     | Hammarby IF DFF |
| 2  | HV | Karolina Westberg  | 16 tháng 5, 1978 (19 tuổi)  |      |     | Malmö FF        |
| 7  | TV | Malin Allberg      | 5 tháng 5, 1975 (22 tuổi)   |      |     | Älvsjö AIK      |
| 15 | TV | Camilla Andersson  | 3 tháng 7, 1967 (29 tuổi)   |      |     | Älvsjö AIK      |
| 9  | TV | Malin Andersson    | 4 tháng 5, 1973 (24 tuổi)   |      |     | Älvsjö AIK      |
| 6  | TV | Anna Pohjanen      | 25 tháng 1, 1974 (23 tuổi)  |      |     | Sunnanå SK      |
| 8  | TV | Malin Swedberg (c) | 15 tháng 9, 1968 (28 tuổi)  |      |     | Älvsjö AIK      |
| 13 | TV | Anneli Wahlgren    | 15 tháng 4, 1973 (24 tuổi)  |      |     | Bälinge IF      |
| 14 | TV | Eva Zeikfalvy      | 18 tháng 4, 1967 (30 tuổi)  |      |     | Malmö FF        |
| 20 | TV | Cecilia Sandell    | 10 tháng 12, 1968 (28 tuổi) |      |     | Älvsjö AIK      |
| 18 | TĐ | Carina Håkansson   | 15 tháng 9, 1969 (27 tuổi)  |      |     | Landvetter IF   |
| 19 | TĐ | Kristin Jonsson    | 15 tháng 3, 1974 (23 tuổi)  |      |     | Sunnanå SK      |
| 16 | TĐ | Christin Lilja     | 7 tháng 1, 1975 (22 tuổi)   |      |     | Lotorps IF      |
| 10 | TĐ | Hanna Ljungberg    | 8 tháng 1, 1979 (18 tuổi)   |      |     | Sunnanå SK      |
| 11 | TĐ | Victoria Svensson  | 18 tháng 5, 1975 (22 tuổi)  |      |     | Jitex BK        |

## Bảng B

### Đan Mạch
Huấn luyện viên:  Jørgen Hvidemose

| Số | VT | Cầu thủ                 | Ngày sinh (tuổi)            | Trận | Bàn | Câu lạc bộ          |
| -- | -- | ----------------------- | --------------------------- | ---- | --- | ------------------- |
| 1  | TM | Helle Bjerregaard       | 21 tháng 6, 1968 (29 tuổi)  | 56   | 0   | Brøndby IF          |
| 16 | TM | Christina Jensen        | 21 tháng 1, 1974 (23 tuổi)  | 5    | 0   | Odense BK           |
|    | TM | Dorthe Larsen           | 8 tháng 8, 1969 (27 tuổi)   | 40   | 0   | Fortuna Hjørring    |
| 3  | HV | Kamma Flæng             | 30 tháng 3, 1976 (21 tuổi)  | 33   | 7   | Vorup FB            |
| 4  | HV | Bonny Madsen            | 10 tháng 8, 1967 (29 tuổi)  | 68   | 3   | ACF Lugo            |
| 2  | HV | Hanne Sand              | 22 tháng 9, 1973 (23 tuổi)  | 9    | 0   | Fortuna Hjørring    |
| 4  | HV | Karina Sefron           | 2 tháng 7, 1967 (29 tuổi)   | 64   | 0   | SG Praunheim        |
| 5  | HV | Lene Terp               | 15 tháng 4, 1973 (24 tuổi)  | 36   | 0   | Odense BK           |
|    | TV | Jeanne Axelsen          | 3 tháng 1, 1968 (29 tuổi)   | 15   | 2   | Rødovre BK          |
|    | TV | Anne Dot Eggers Nielsen | 6 tháng 11, 1975 (21 tuổi)  | 42   | 7   | Hjortshøj-Egå IF    |
|    | TV | Louise Hansen           | 4 tháng 5, 1975 (22 tuổi)   | 10   | 0   | Sportfreunde Siegen |
|    | TV | Rikke Holm (c)          | 22 tháng 3, 1972 (25 tuổi)  | 50   | 9   | Hjortshøj-Egå IF    |
| 5  | TV | Marlene Kristensen      | 28 tháng 5, 1973 (24 tuổi)  | 3    | 0   | Odense BK           |
| 11 | TV | Katrine Pedersen        | 13 tháng 4, 1977 (20 tuổi)  | 28   | 1   | Hjortshøj-Egå IF    |
| 9  | TV | Christina Petersen      | 17 tháng 9, 1974 (22 tuổi)  | 34   | 5   | Fortuna Hjørring    |
|    | TV | Irene Stelling          | 25 tháng 7, 1971 (25 tuổi)  | 55   | 2   | Hjortshøj-Egå IF    |
|    | TĐ | Janni Lund Johansen     | 14 tháng 1, 1976 (21 tuổi)  | 6    | 1   | Rødovre BK          |
|    | TĐ | Gitte Krogh             | 13 tháng 5, 1977 (20 tuổi)  | 41   | 18  | Hjortshøj-Egå IF    |
|    | TĐ | Hanne Nørregaard        | 21 tháng 12, 1968 (28 tuổi) | 9    | 4   | Brøndby IF          |
|    | TĐ | Merete Pedersen         | 30 tháng 6, 1973 (23 tuổi)  | 17   | 1   | Odense BK           |

### Đức
Huấn luyện viên:  Tina Theune-Meyer

| Số | VT | Cầu thủ            | Ngày sinh (tuổi)            | Trận | Bàn | Câu lạc bộ             |
| -- | -- | ------------------ | --------------------------- | ---- | --- | ---------------------- |
| 1  | TM | Silke Rottenberg   | 25 tháng 1, 1972 (25 tuổi)  |      |     | Sportfreunde Siegen    |
| 12 | TM | Nadine Angerer     | 10 tháng 11, 1978 (18 tuổi) |      |     | FC Wacker München      |
| 16 | TM | Claudia von Lanken | 3 tháng 6, 1977 (20 tuổi)   |      |     | FFC Heike Rheine       |
| 19 | HV | Inken Beeken       | 2 tháng 9, 1978 (18 tuổi)   |      |     | Tennis Borussia Berlin |
| 5  | HV | Doris Fitschen     | 25 tháng 10, 1968 (28 tuổi) |      |     | 1. FFC Frankfurt       |
| 15 | HV | Sonja Fuss         | 11 tháng 5, 1978 (19 tuổi)  |      |     | FFC Brauweiler Pulheim |
| 4  | HV | Steffi Jones       | 22 tháng 12, 1972 (24 tuổi) |      |     | FSV Frankfurt          |
| 13 | HV | Claudia Klein      | 24 tháng 9, 1971 (25 tuổi)  |      |     | FFC Brauweiler Pulheim |
|    | HV | Nia Künzer         | 18 tháng 1, 1980 (17 tuổi)  |      |     | VfB Gießen             |
| 3  | HV | Sandra Minnert     | 7 tháng 4, 1973 (24 tuổi)   |      |     | FSV Frankfurt          |
| 2  | HV | Kerstin Stegemann  | 29 tháng 9, 1977 (19 tuổi)  |      |     | FFC Heike Rheine       |
| 17 | TV | Ariane Hingst      | 25 tháng 7, 1979 (17 tuổi)  |      |     | 1. FFC Turbine Potsdam |
| 14 | TV | Melanie Hoffmann   | 29 tháng 11, 1974 (22 tuổi) |      |     | FCR Duisburg 55        |
| 11 | TV | Maren Meinert      | 5 tháng 8, 1973 (23 tuổi)   |      |     | FCR Duisburg 55        |
| 18 | TV | Sandra Smisek      | 3 tháng 7, 1977 (19 tuổi)   |      |     | FSV Frankfurt          |
| 10 | TV | Martina Voss (c)   | 22 tháng 12, 1967 (29 tuổi) |      |     | FCR Duisburg 55        |
| 8  | TV | Bettina Wiegmann   | 7 tháng 10, 1971 (25 tuổi)  |      |     | FFC Brauweiler Pulheim |
| 6  | TV | Pia Wunderlich     | 26 tháng 1, 1975 (22 tuổi)  |      |     | 1. FFC Frankfurt       |
|    | TĐ | Inka Grings        | 31 tháng 10, 1978 (18 tuổi) |      |     | FCR Duisburg 55        |
| 20 | TĐ | Monika Meyer       | 23 tháng 6, 1972 (25 tuổi)  |      |     | Sportfreunde Siegen    |
| 7  | TĐ | Claudia Müller     | 21 tháng 5, 1974 (23 tuổi)  |      |     | 1. FFC Frankfurt       |
| 9  | TĐ | Birgit Prinz       | 25 tháng 10, 1977 (19 tuổi) |      |     | FSV Frankfurt          |

### Ý
Huấn luyện viên:  Sergio Guenza

| Số | VT | Cầu thủ            | Ngày sinh (tuổi)            | Trận | Bàn | Câu lạc bộ   |
| -- | -- | ------------------ | --------------------------- | ---- | --- | ------------ |
|    | TM | Giorgia Brenzan    | 21 tháng 8, 1967 (29 tuổi)  |      |     | Torres Sardi |
|    | HV | Damiana Deiana     | 26 tháng 6, 1970 (27 tuổi)  |      |     | Torres Sardi |
|    | HV | Emma Iozzelli      | 12 tháng 6, 1966 (31 tuổi)  |      |     | Agliana      |
|    | HV | Silvia Nannini     | 14 tháng 7, 1971 (25 tuổi)  |      |     | Agliana      |
|    | HV | Marinella Piolanti | 15 tháng 5, 1973 (24 tuổi)  |      |     | Lugo         |
|    | HV | Raffaella Salmaso  | 16 tháng 4, 1968 (29 tuổi)  |      |     | Modena       |
|    | TV | Antonella Carta    | 1 tháng 3, 1967 (30 tuổi)   |      |     | Lugo         |
|    | TV | Florinda Ciardi    | 29 tháng 8, 1970 (26 tuổi)  |      |     | Picenum      |
|    | TV | Federica D'Astolfo | 27 tháng 10, 1966 (30 tuổi) |      |     | Modena       |
|    | TV | Cristina Murelli   | 21 tháng 4, 1970 (27 tuổi)  |      |     | Milan        |
|    | TV | Daniela Tavalazzi  | 8 tháng 8, 1972 (24 tuổi)   |      |     | Cascine Vica |
|    | TV | Manuela Tesse      | 28 tháng 2, 1976 (21 tuổi)  |      |     | Modena       |
|    | TĐ | Silvia Fiorini     | 24 tháng 12, 1969 (27 tuổi) |      |     | Agliana      |
|    | TĐ | Rita Guarino       | 31 tháng 1, 1971 (26 tuổi)  |      |     | Cascine Vica |
|    | TĐ | Carolina Morace    | 5 tháng 2, 1964 (33 tuổi)   |      |     | Modena       |
|    | TĐ | Patrizia Panico    | 8 tháng 2, 1975 (22 tuổi)   |      |     | Torino       |
|    | TĐ | Roberta Ulivi      | 8 tháng 2, 1971 (26 tuổi)   |      |     | Lugo         |
|    | TM | Stefania Antonini  | 10 tháng 10, 1970 (26 tuổi) |      |     | Modena       |

### Na Uy
Huấn luyện viên:  Per-Mathias Høgmo

| Số | VT | Cầu thủ              | Ngày sinh (tuổi)            | Trận | Bàn | Câu lạc bộ        |
| -- | -- | -------------------- | --------------------------- | ---- | --- | ----------------- |
| 1  | TM | Bente Nordby         | 23 tháng 7, 1974 (22 tuổi)  | 47   | 0   | Athene Moss       |
| 2  | HV | Gøril Kringen        | 28 tháng 1, 1972 (25 tuổi)  | 9    | 0   | SK Trondheims-Ørn |
| 3  | HV | Gro Espeseth (c)     | 30 tháng 10, 1972 (24 tuổi) | 85   | 7   | IL Sandviken      |
| 4  | HV | Agnete Carlsen       | 14 tháng 1, 1971 (26 tuổi)  | 94   | 17  | Nikko             |
| 5  | HV | Anne Nymark Andersen | 28 tháng 9, 1972 (24 tuổi)  | 49   | 9   | IL Sandviken      |
| 6  | TV | Hege Riise           | 18 tháng 7, 1969 (27 tuổi)  | 89   | 38  | Nikko             |
| 7  | TV | Unni Lehn            | 7 tháng 6, 1977 (20 tuổi)   | 8    | 2   | SK Trondheims-Ørn |
| 8  | TV | Heidi Støre          | 4 tháng 7, 1963 (33 tuổi)   | 148  | 21  | Nikko             |
| 9  | TĐ | Ann Kristin Aarønes  | 19 tháng 1, 1973 (24 tuổi)  | 82   | 50  | SK Trondheims-Ørn |
| 10 | TĐ | Marianne Pettersen   | 12 tháng 4, 1975 (22 tuổi)  | 41   | 27  | Asker             |
| 11 | TĐ | Linda Medalen        | 17 tháng 6, 1965 (32 tuổi)  | 120  | 59  | Nikko             |
| 12 | TM | Astrid Johannessen   | 10 tháng 1, 1978 (19 tuổi)  | 3    | 0   | Asker             |
| 13 | HV | Henriette Viker      | 5 tháng 8, 1973 (23 tuổi)   | 9    | 0   | Asker             |
| 14 | HV | Merete Myklebust     | 16 tháng 5, 1973 (24 tuổi)  | 55   | 2   | SK Trondheims-Ørn |
| 15 | TĐ | Ragnhild Gulbrandsen | 22 tháng 2, 1977 (20 tuổi)  | 5    | 2   | SK Trondheims-Ørn |
| 16 | TV | Margunn Haugenes     | 25 tháng 10, 1970 (26 tuổi) | 31   | 3   | Bjørnar IL        |
| 17 | TV | Monica Knudsen       | 25 tháng 3, 1975 (22 tuổi)  | 10   | 2   | Asker             |
| 18 | TV | Brit Sandaune        | 5 tháng 6, 1972 (25 tuổi)   | 24   | 6   | SK Trondheims-Ørn |
| 19 | TĐ | Randi Leinan         | 9 tháng 4, 1968 (29 tuổi)   | 19   | 8   | Kolbotn           |
| 20 | TM | Ingeborg Hovland     | 3 tháng 10, 1969 (27 tuổi)  | 2    | 0   | Klepp IL          |